# Ingrid Turković-Wendl
Ingrid Turković-Wendl (* 17. Mai 1940 in Wien; geborene Ingrid Wendl) ist eine ehemalige österreichische Eiskunstläuferin und Fernsehmoderatorin. Sie ist die Eiskunstlauf-Europameisterin von 1956 und 1958. Von 2002 bis 2006 war sie für die ÖVP Abgeordnete zum österreichischen Nationalrat.

## Leben
Wendl gehörte Mitte der 1950er Jahre gemeinsam mit ihren Landsfrauen Hanna Eigel und Hanna Walter noch als Gymnasiastin zu den besten Eiskunstläuferinnen der Welt. 1956 und 1958 wurde sie Europameisterin und gewann 1957 die Silbermedaille. Bei den Olympischen Winterspielen 1956 in Cortina d’Ampezzo holte sie die Bronzemedaille. Mit 15 Jahren und 258 Tagen ist sie bis heute die jüngste österreichische Medaillengewinner bei Olympischen Winterspielen. Bei den Weltmeisterschaften 1956 und 1957 wurde sie jeweils Dritte und beendete ihre Amateur-Karriere 1958 mit der Vize-Weltmeisterschaft. Anfang Januar 1959 wurde sie von den österreichischen Sportjournalisten in der Wahl der „Sportler des Jahres 1958“ als beste Dame (hinter den beiden Skiläufern Toni Sailer und Andreas Molterer) gekürt. Danach schloss sie sich als Profi-Eiskunstläuferin der Wiener Eisrevue und später der US-Revue Ice Capades an. 1971 zog sie sich vom Sport zurück.
1959 spielte sie in dem Film „Traumrevue“ mit.
1972 wurde Wendl freie Mitarbeiterin beim ORF. Hier war sie als Programmsprecherin und Kommentatorin von Eiskunstlaufveranstaltungen tätig. Später moderierte sie auch große Unterhaltungssendungen. Ab 1979 gehörte sie dem Rateteam von Robert Lembkes Was bin ich? an. 1988 wechselte sie als Redakteurin und Reporterin in die Sportredaktion des ORF. Hierfür erhielt sie 1990 eine Romy als Beliebteste Sportmoderatorin. Wendl verließ 2000 den ORF.
Im November 2002 kündigte sie kurz vor den Nationalratswahlen ihren Einstieg in die Politik an und kandidierte für die ÖVP. Bei den Wahlen am 24. November 2002 wurde sie über die Bundesliste in das Parlament gewählt.
Ingrid Wendl ist seit dem Jahre 1993 mit dem Fagottisten Milan Turković verheiratet. Sie wuchs im dritten Wiener Gemeindebezirk auf und wirkte auch in dem Dokumentarfilm Meine Landstraße (2014) mit.

## Ergebnisse
| Wettbewerb / Jahr               | 1953 | 1954 | 1955 | 1956 | 1957 | 1958 |
| ------------------------------- | ---- | ---- | ---- | ---- | ---- | ---- |
| Olympische Winterspiele         |      |      |      | 3.   |      |      |
| Weltmeisterschaften             |      | 12.  | 4.   | 3.   | 3.   | 2.   |
| Europameisterschaften           |      | 5.   |      | 1.   | 2.   | 1.   |
| Österreichische Meisterschaften | 2.   | 3.   | 1.   | 1.   |      | 1.   |

## Auszeichnungen
- Goldenes Verdienstzeichen für Verdienste um die Republik Österreich